# Yu Aida
Yutaka Aida (相田 裕 Aida Yutaka; 8 novembre 1977) è un fumettista giapponese.
È noto soprattutto per aver creato nel 2002 il manga Gunslinger Girl, dal quale sono stati realizzati due serie anime, un videogioco e un image album.
Aida è stato anche character design per il visual novel eroge Bittersweet Fools e ha scritto la sceneggiatura di tutti gli episodi della seconda serie dell'anime tratto dal suo manga, intitolato Gunslinger Girl - Il Teatrino.

## Opere

### Manga
- Gunslinger Girl (2002-2012) (15 volumi)
- 1518 (2014-2019) (7 volumi)
- Yūki Aru Mono Yorichire (2021 - in corso)

### Character design
- Bittersweet Fools (visual novel)

### Anime
- Gunslinger Girl - Il Teatrino (sceneggiatura)